# Balacra damalis
Balacra damalis är en fjärilsart som beskrevs av Holland 1893. Balacra damalis ingår i släktet Balacra och familjen björnspinnare. Inga underarter finns listade i Catalogue of Life.